# Neosybra strandi
Neosybra strandi là một loài bọ cánh cứng trong họ Cerambycidae.